# 波士頓法律角色列表
《波士顿法律》是美国一部于2004年10月3日到2008年12月8日在ABC电视网首播的律政喜剧，由大卫·E·凯利担任主创，并由20世纪福斯电视公司协助美国广播公司制作完成。该电视剧由詹姆斯·斯派德、坎迪斯·伯根与威廉·夏特纳联合主演，故事背景则设置在一个虚构的律师事务所——克莱恩、普尔与施密特事务所（Crane, Poole & Schmidt）。
《波士顿法律》是凯利另一部律政剧《律师本色》的衍生剧，这部电视剧中的詹姆斯·斯派德、罗娜·迈特拉、莱克·贝尔与威廉·夏特纳也出演了《波士顿法律》。

## 律师本色角色
本段落所列举的角色都首次出现于《律师本色》第八季，随后这些角色又都出现在《波士顿法律》的常规群演中。詹姆斯·斯派德与罗娜·迈特拉是《律师本色》的主要演员，而莱克·贝尔与威廉·夏特纳则以循环角色出现在《律师本色》最后几集里。
| 角色名      | 演员名        | 剧中职业         | 播出季       | 播出季         | 播出季          | 播出季         | 播出季         | 播出季         |
| 角色名      | 演员名        | 剧中职业         | 《律师本色》 | 《波士顿法律》 | 《波士顿法律》  | 《波士顿法律》 | 《波士顿法律》 | 《波士顿法律》 |
| 角色名      | 演员名        | 剧中职业         | 第八季       | 第一季         | 第二季          | 第三季         | 第四季         | 第五季         |
| ----------- | ------------- | ---------------- | ------------ | -------------- | --------------- | -------------- | -------------- | -------------- |
| 艾伦·舒尔   | 詹姆斯·斯派德 | 律师             | 主演         | 主演           | 主演            | 主演           | 主演           | 主演           |
| 塔拉·威尔森 | 罗娜·迈特拉   | 律师             | 主演         | 主演           | 客串            |                |                |                |
| 莎莉·希普   | 莱克·贝尔     | 律师             | 客串         | 主演           | Does not appear | 客串           |                |                |
| 丹尼·克莱恩 | 威廉·夏特纳   | 命名及管理合伙人 | 客串         | 主演           | 主演            | 主演           | 主演           | 主演           |

### 艾伦·舒尔
「科瑞恩·普爾·斯米特律師事務所」的天才律師。艾倫內心擁有堅實的道德準則，但為求達到目的會不惜任何手段，例如非法電腦入侵、勒索、喬裝、賄賂等。然而艾倫一直為弱勢群體（除了為其他當事人辯護的時候）及各類左翼案件辯護。他對最近國家的改變倍感失望，每日對待開庭審訊如例行公事。他在工作中總是以輕浮待人，拒絕別人太把他當回事。艾倫患有夜驚、害怕小丑，在某兩集中還患有分裂性言語。因為他的行動不可預料及不可信賴，艾倫失去了成為律師事務所合夥人的機會，而他本人也接受了這個事實。雖然「科瑞恩·普爾·斯米特律師事務所」的管理合夥人們不完全信任艾倫，但也承認他作為律師的才華。當覺得對事務所有利時，他們會給艾倫的劍走偏鋒予很大的自由度。艾倫和丹尼·科瑞恩雖然政治立場不同，但私底下是好朋友。艾倫風流成性，過去曾結過一次婚，但之後前妻過世了。

### 塔拉·威尔森
「Young, Frutt & Berlutti律師事務所」的律師助理，她從法律學校畢業後就跟著艾倫去了「科瑞恩·普爾·斯米特律師事務所」。經過在「法網豪情」和「波士頓法律」第一季上半裡的打情罵俏，塔拉和艾倫終於發生了關係，但之後她的前男友回來，她便和艾倫分手，並離開了事務所。

### 莎莉·希普
「科瑞恩·普爾·斯米特律師事務所」的律師。首次出現在「法網豪情」，在「波士頓法律」裡，莎莉和艾倫開始了親密關係。然而在艾倫利用她去向對方證人套取信息，以此來迫使對方放棄作證之後，她和艾倫分手。雪莉來到波士頓辦公室不久後，她解雇了莎莉。

### 丹尼·克莱恩
「科瑞恩·普爾·斯米特律師事務所」的創立人和高級合夥人，丹尼是一個擁有五十年打官司經驗的久負盛名的律師，聲稱從未輸過官司。由於他認為自己是一個傳奇人物，所以他在說話時結尾都會說出自己全名來強調自己。在「法網豪情」某集中他解釋到人們通常不會相信他們生活在傳奇的空間裡，所以他要強調自己的名字來告訴他們。當丹尼的話引起其他人不解或他自己被搞暈的時候，他會稱呼這種狀況為「瘋牛病（Mad cow）」。丹尼很有可能患上早期老人癡呆或其他癡呆症，在第一季中他仍能嘗試處理一些案件，但在第二季他似乎已不能應付一些棘手的官司，不過他仍能對陪審團作出出色的結案陳詞。丹尼是保守派人士；認為槍械管制法是「共產主義」；拒絕為被指控犯下惡劣罪行的人作辯護。在某集中（第二季第七集S02E07），丹尼因為客戶所犯的罪（姦殺兒童）而開槍射他。丹尼毫不介意與法官或客戶的妻子發生關係，他也是一個花叢老手。在第二季中他和另一個女人結了婚（在婚禮招待會上因為不忠而離婚），但依然被雪莉·斯米特所吸引。

## 波士顿法律角色
本段落所列举之角色均首次登场于《波士顿法律》，并成为该剧集的常规演出阵容的一部分。最初的演员包括詹姆斯·斯派德、莱克·贝尔、罗娜·迈特拉、威廉·夏特纳、莫妮卡·波特和马克·瓦雷。坎迪斯·伯根在第一季后成为本剧的常规演出阵容；而勒内·奥贝若努瓦斯在短暂成为循环演员后又成功成为该剧的常规演员。朱莉·鲍温、贾斯汀·蒙特尔和莱恩·米歇尔·巴特在第二季加入该剧；克雷格·比尔科、康斯坦斯·齐默和盖里·安东尼·威廉姆斯则在第三季首次亮相。约翰·拉罗凯特、塔拉·萨默斯、莎佛朗·布洛斯和塔拉吉·汉森则在第四季开始出演本剧；而克里斯汀·克拉门森则是在第二季成为循环演员而在第四季成为常规演员。
| 角色名        | 演员名               | 剧中职业         | 播出季          | 播出季 | 播出季 | 播出季          | 播出季          |
| 角色名        | 演员名               | 剧中职业         | 第一季          | 第二季 | 第三季 | 第四季          | 第五季          |
| ------------- | -------------------- | ---------------- | --------------- | ------ | ------ | --------------- | --------------- |
| 雪莉·施密特   | 坎迪斯·伯根          | 命名及管理合伙人 | 主演            | 主演   | 主演   | 主演            | 主演            |
| 劳丽·考尔森   | 莫妮卡·波特          | 初级合伙人       | 主演            | 客串   |        |                 |                 |
| 布拉德·蔡斯   | 马克·瓦雷            | 初级合伙人       | 主演            | 主演   | 主演   | 客串            | Does not appear |
| 保罗·路易斯顿 | 勒内·奥贝若努瓦斯    | 管理合伙人       | 主演            | 主演   | 主演   | 客串            | 客串            |
| 丹妮斯·鲍尔   | 朱莉·鲍温            | 高级律师         | Does not appear | 主演   | 主演   | Does not appear | 客串            |
| 加莱特·韦尔斯 | 贾斯汀·蒙特尔        | 律师             | Does not appear | 主演   |        |                 |                 |
| 萨拉·霍特     | 莱恩·米歇尔·巴特     | 律师             | Does not appear | 主演   |        |                 |                 |
| 杰弗里·科霍   | 克雷格·比尔科        | 初级合伙人       |                 |        | 主演   |                 |                 |
| 克莱尔·西姆斯 | 康斯坦斯·齐默        | 律师             |                 |        | 主演   |                 |                 |
| 克拉伦斯·贝尔 | 盖里·安东尼·威廉姆斯 | 律师             |                 |        | 主演   | 主演            | Does not appear |
| 卡尔·萨克     | 约翰·拉罗凯特        | 管理合伙人       |                 |        |        | 主演            | 主演            |
| 杰里·埃斯普森 | 克里斯汀·克拉门森    | 初级合伙人       | Does not appear | 常设   | 常设   | 主演            | 主演            |
| 凯蒂·劳埃德   | 塔拉·萨默斯          | 律师             |                 |        |        | 主演            | 主演            |
| 洛林·韦勒     | 莎佛朗·布洛斯        | 律师             |                 |        |        | 主演            | Does not appear |
| 惠特尼·罗姆   | 塔拉吉·汉森          | 律师             |                 |        |        | 主演            | Does not appear |